# Gare de Saône
Gare de Saône vasútállomás Franciaországban, Saône településen.

## Vasútvonalak
Az állomást az alábbi vasútvonalak érintik:
- Besançon-Viotte–Le Locle-vasútvonal

## Kapcsolódó állomások
A vasútállomáshoz az alábbi állomások vannak a legközelebb:
- Gare de Morre (Besançon-Viotte–Le Locle-vasútvonal)
- Gare de Mamirolle (Besançon-Viotte–Le Locle-vasútvonal)